# Oliarces clara
Oliarces clara is een insect uit de familie van de Ithonidae, die tot de orde netvleugeligen (Neuroptera) behoort. 
Oliarces clara is voor het eerst wetenschappelijk beschreven door Banks in 1908.